# Pernille Birk Larsen
Pernille Birk Larsen (født 1961 i Danmark) er en fiktiv figur, der optræder i drama-serien Forbrydelsen fra 2006 – 2007. Hun er medarbejdende hustru til flyttemanden Theis Birk Larsen. Pernille er spillet af skuespilleren Ann Eleonora Jørgensen. 